# الوزارة الاتحادية للتعليم والتدريب المهني (باكستان)
وزارة التعليم والتدريب المهني الاتحادية في باكستان (بالأردوية: وفاقی وزارتِ برائے تعلیم و پیشہ وارانہ تربیت)‏ هي وزارة اتحادية تابعة لحكومة باكستان .  ويعرف الرئيس السياسي للوزارة بوزير التربية والتعليم (باكستان) | وزير باكستان والرئيس البيروقراطي للوزارة هو وزير التعليم في باكستان .
يعد التعليم قضية إقليمية في المقام الأول في باكستان  في أعقاب التعديل الثامن عشر لدستور باكستان عندما تم نقل إدارة التعليم من الحكومة الفيدرالية إلى المقاطعات.  تأسست الوزارة في يوليو 2011. وفي عام 2013، تمت إعادة تسميتها إلى وزارة التعليم والتدريب والمعايير في التعليم العالي وفي عام 2014 تمت إعادة تسميتها إلى وزارة التعليم الاتحادي والتدريب المهني . 
وتشمل المسؤوليات الرئيسية للإدارة وضع السياسات والخطط والبرامج لضمان إمكانية الوصول إلى التعليم وتوافره في باكستان. كما أنها توفر العديد من المهارات التقنية والمهنية والمحترفة والتدريب اللازم لتلبية المعايير الوطنية والدولية لسوق العمل.  وهي تعمل بالتعاون مع الوزارات والمنظمات الأخرى من خلال رعاية الطلاب وتوزيع المنح الدراسية وإجراء دورات تدريبية متعددة. تشمل الإدارات الفرعية التابعة لوزارة التعليم والتدريب اللجنة الوطنية للتدريب المهني والتقني، واللجنة الوطنية للتنمية البشرية، وتأسيس التعليم الوطني، والنظام الوطني لتقييم التعليم. 

## أنظر أيضاً
- التعليم في باكستان